# 1121-es mellékút (Magyarország)
Az 1121-es mellékút egy körülbelül 9 kilométer hosszú mellékút Komárom-Esztergom vármegyében, amely a Dorog környéki egykori szénbányász települések egy részét köti össze. Fő iránya nagyjából végig délkelet-északnyugati.

## Nyomvonala
Dág külterületén ágazik ki az 1106-os útból, majd nem sokkal később átlép Sárisáp területére. Egy helyütt megközelíti Csolnok közigazgatási területének legdélebbi pontját is, de a településhatárt nem lépi át. Végighalad a több kilométer hosszan elnyúló Sárisáp központján, majd Annavölgy következik. A következő település a már Tokodhoz tartozó Ebszőnybánya, végül az út Tokod lakatlan külterületén becsatlakozik az 1119-es útba és véget ér.